# Parque Estadual Alto Cariri
O Parque Estadual Alto Cariri é uma unidade de conservação de proteção integral da esfera estadual mineira criada em 2008, a área do parque se encontra dentro dos municípios de Salto da Divisa e Santa Maria do Salto. O parque está dentro do bioma Mata Atlântica e faz parte de um esforço de preservação conjunto com o Parque Nacional do Alto Cariri e o Refúgio de Vida Silvestre Mata dos Muriquis, apresenta dentro de sua área espécies ameaçadas como o monocarvoeiro e ainda não possui infraestrutura para visitações.